# Dendrophryopsis
Dendrophryopsis es un género de foraminífero bentónico considerado un sinónimo posterior de Nothia de la subfamilia Bathysiphoninae, de la familia Rhabdamminidae, de la superfamilia Astrorhizoidea, del suborden Astrorhizina y del orden Astrorhizida. Su especie tipo era Dendrophryopsis subalpina. Su rango cronoestratigráfico abarcaba el Cretácico superior.

## Discusión
Clasificaciones previas incluían Dendrophryopsis en el suborden Textulariina del orden Textulariida.

## Clasificación
Dendrophryopsis incluía a la siguiente especie:
- Dendrophryopsis subalpina †